# Educazione cristiana
L'educazione cristiana (anche detta "educazione alla fede") è ogni attività che abbia come finalità la promozione e la crescita della fede cristiana nell'individuo e nella comunità cristiana. L'educazione cristiana è strumento di edificazione della Chiesa. Cerca di aiutare le persone a fare ed approfondire l'esperienza di che cosa significhi vivere in comunione con Cristo. Come tale è l'aspetto fondamentale del discepolato cristiano. L'educazione cristiana implica aiutare i cristiani a partecipare alla vita della comunità cristiana come discepoli di Cristo informati ed impegnati.
L'educazione cristiana si rivolge all'intero essere umano, coinvolge, cioè, corpo, mente e spirito, come pure all'intera vita nei suoi vari aspetti. Insegna rapportarsi con Dio, con il prossimo e con l'intero creato. Nella comunità cristiana locale, l'educazione cristiana comprende ogni sua attività, perché cerca di elevare, edificare spiritualmente i suoi membri.
L'educazione cristiana implica avvenimenti che formano e trasformano. Strumento primario dell'educazione cristiana è stata soprattutto la catechesi.
L'educazione cristiana si espande sino ad includere attività ed avvenimenti che chiamano insieme le comunità allo scopo di rafforzare la chiesa attraverso il rafforzamento spirituale di individui e di gruppi. Nell'educazione cristiana il gruppo di lavoro assume importanza centrale.
L'educazione cristiana include aiutare i singoli ad essere biblicamente informati. Questo assume molte caratteristiche, la più importante delle quali è la capacità a conoscere e fare uso della Bibbia in modo tale da renderla viva nel contesto in cui ciascuno vive. È importante, così, formare uomini e donne che, a loro volta istruiscano altri.
L'educazione cristiana comprende la trasmissione di quegli strumenti che possano mettere in grado i cristiani ad assumersi le loro responsabilità nel mondo in quanto cristiani.
L'educazione cristiana promuove la maturazione umana e spirituale dei cristiani nel loro cammino di fede ed assume così importanza vitale nella vita della chiesa.